# Sondermunitionslager Gießen
Das Sondermunitionslager Gießen (auch bekannt als NATO Site #4) war ein NATO-Lager für taktische Nuklearsprengköpfe, ein sogenanntes SAS (Special Ammunition Storage). Es bestand von 1974 bis 1988 und lag auf freiem Feld, aber innerhalb des Areals des ehemaligen US-Depots nordöstlich der Stadt Gießen (siehe Karte in der Galerie). Es wurde allein von der US Army betrieben und von deren Militärpolizei bewacht. Direkt westlich davon befand sich eine Stellung von MGM-52 Lance Boden-Boden-Kurzstreckenraketen, auf die die Atomsprengköpfe des Sondermunitionslagers im Ernstfall montiert worden wären, um gegen anrückende Verbände des Warschauer Paktes verschossen zu werden – auf dem Gebiet der damaligen Bundesrepublik Deutschland bzw. des Landes Hessen.

## Aufbau
Das Lager selbst war drei- bis vierfach umzäunt und mit Videokameras und Mikrowellensensoren ausgestattet. Hinzu kam noch der hohe Außenzaun des umgebenden US-Depotareals. Nachts wurde die Umgebung der Zäune mit starken Scheinwerfern taghell erleuchtet. Das Lager besaß drei schusssichere Wachttürme, einen aus Stahlbeton und zwei aus Stahl, alle versehen mit schussfestem Glas, Schießscharten und drehbaren Suchscheinwerfern. Außer einem Haupt- und einem Nebengebäude befanden sich im „inneren Bereich“ des Lagers noch ein geteerter Landeplatz für Chinook-Transporthubschrauber und zwei mehrfach gesicherte Bunker für die Atomsprengköpfe.
Im Haupt- oder Wachgebäude, das ebenfalls mit schusssicheren Scheiben und Schießscharten ausgestattet war, saßen Soldaten vor Bildschirmen und Displaytafeln für die Kameras und Bewegungssensoren, außerdem hielten sich dort die Soldaten der Freiwache auf. Am anderen Ende des langgestreckten Gebäudes befand sich von innen der Aufgang zum Betonwachtturm, auf dem sich auch Anzeigedisplays für die Überwachungsfunktionen befanden. Das Nebengebäude am anderen Ende des Hubschrauberlandeplatzes diente der Instandhaltung der Nuklearwaffen und anderen Materials.
200 Meter westlich begann der Bereich der Lance-Raketenstellung mit sieben erhöhten und asphaltierten Abschussrampen für deren Werfersysteme M667/M752 (siehe Karte und Fotos in den Galerien). Ein umzäunter Platz mit zwei Gebäuden und ein Wegenetz dienten der Instandhaltung, Lagerung und schnellen Bereitstellung der Boden-Boden-Kurzstreckenraketen mit Flüssigtreibstoff. Etwa drei Raketen konnten pro Stunde mit einem Atomsprengkopf versehen, betankt und verschossen werden. Das Raketensystem Lance wurde ab 1973 zusammen mit seinem Nuklearsprengkopf W70 bei den US-Streitkräften in Europa eingeführt, was in etwa den Beginn dieser Raketenstellung und des Sondermunitionslagers Gießen markiert, da die Bekämpfung des sogenannten Fulda Gap eine ihrer dringlichsten Aufgaben war.
Zu Beginn glaubte man, dass beide Einrichtungen innerhalb des Areals des US-Depots Gießen ohne erweiterte Schutzmaßnahmen sicher wären. Später überbaute Betonplattenwege, die man auf Satellitenbildern erkennen kann, zeugen von dieser Anfangszeit. Ab 1979 wurden dann größere Umbauten am Lager vorgenommen und der markante Betonturm und die beiden Stahltürme – alle mit schusssicherem Glas – wurden errichtet. Auch die Dreifachumzäunung mit den Mikrowellensensoren und die starken Scheinwerfer wurden installiert. Diese zusätzlichen Sicherungsmaßnahmen resultierten daraus, dass die beginnende Friedensbewegung die meisten dieser Atomwaffendepots lokalisiert und veröffentlicht hatte. Nachdem bereits in den 1970er Jahren durch die RAF und andere Terrorgruppen Anschläge u. a. auch auf US-Einrichtungen verübt worden waren, wollte man unbedingt verhindern, dass sich dies bei so sensiblen Bereichen wie Atomwaffenlagern wiederholen konnte, ganz zu schweigen von der Möglichkeit, dass Terroristen sich dieser Waffen bemächtigten.

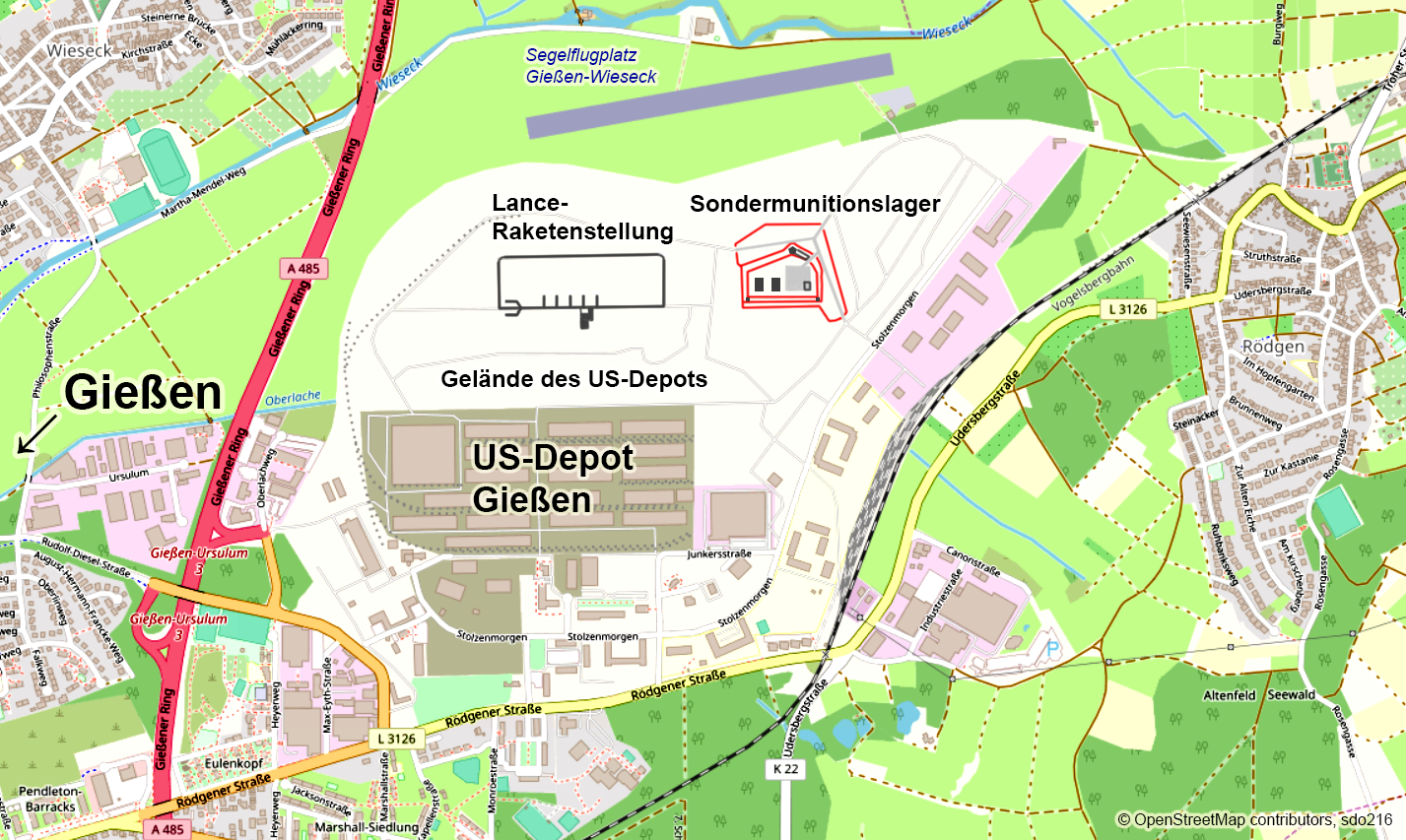
US-Depot Gießen mit Raketenstellung und Sondermunitionslager
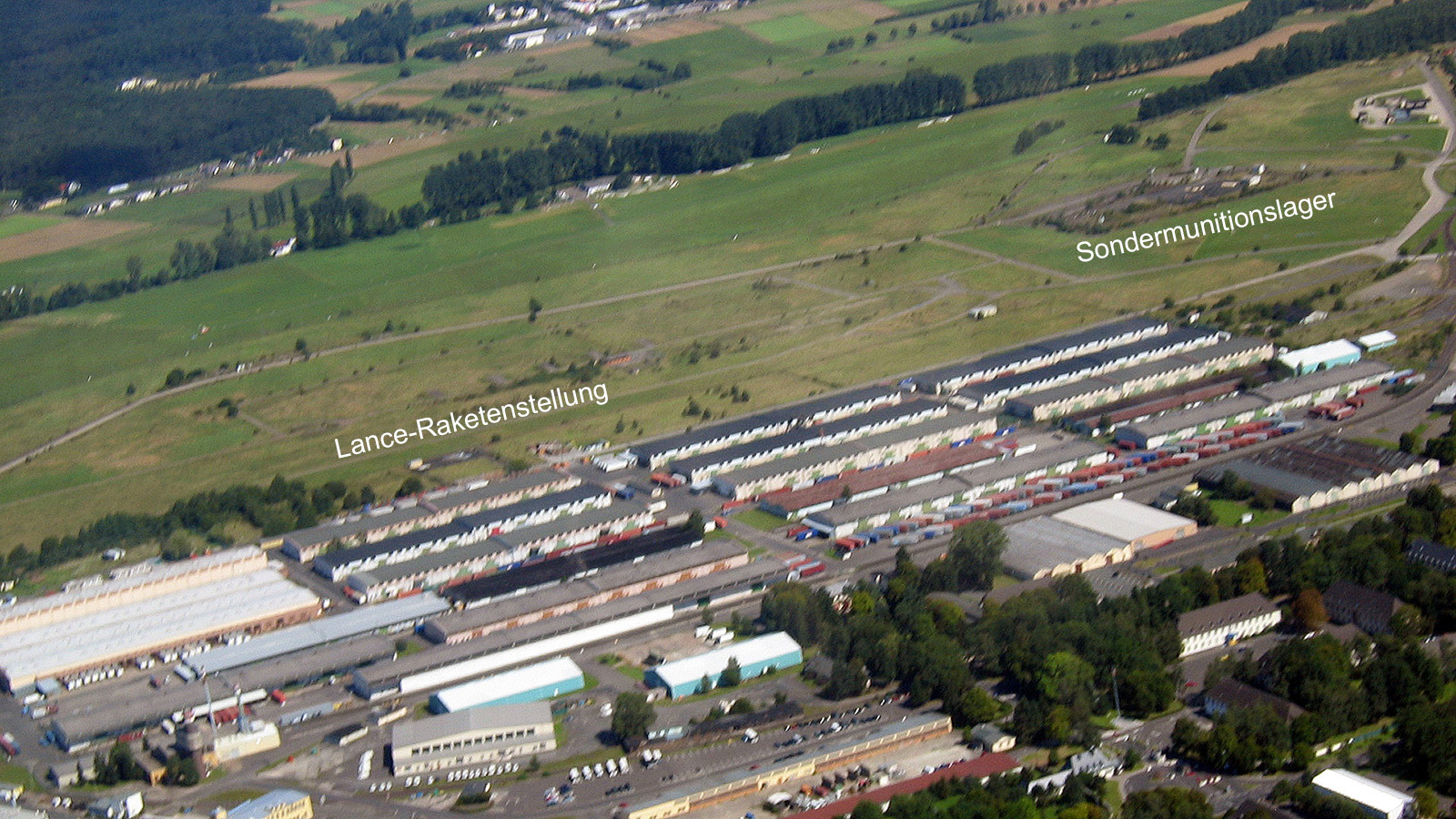
Luftaufnahme des US-Depots Gießen 2005 mit beiden Einrichtungen
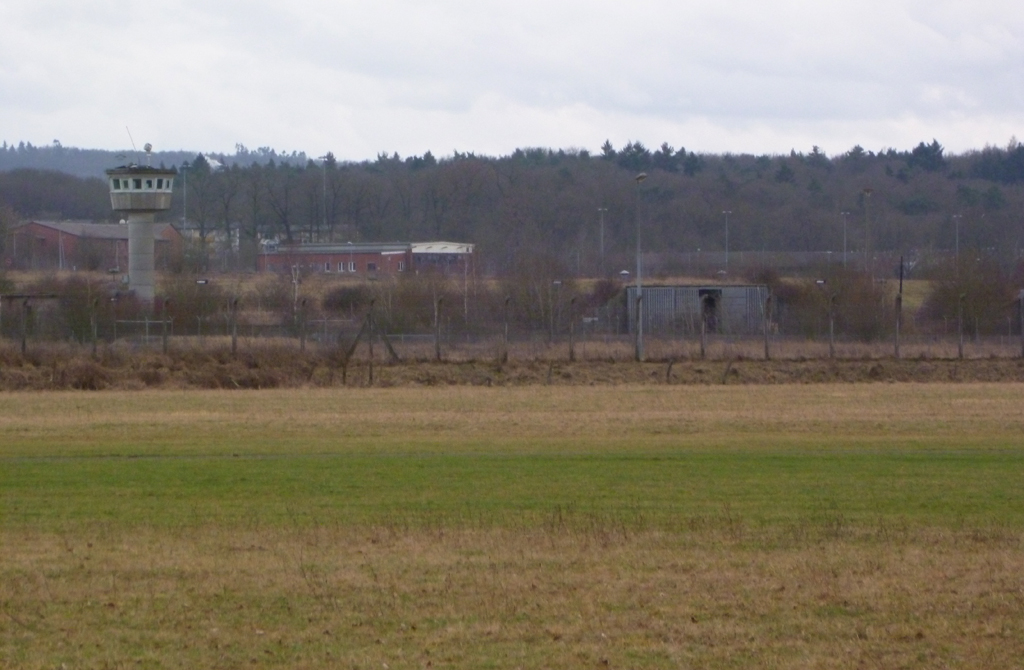
Blick von Norden auf das Sondermunitionslager mit Turm und Bunker
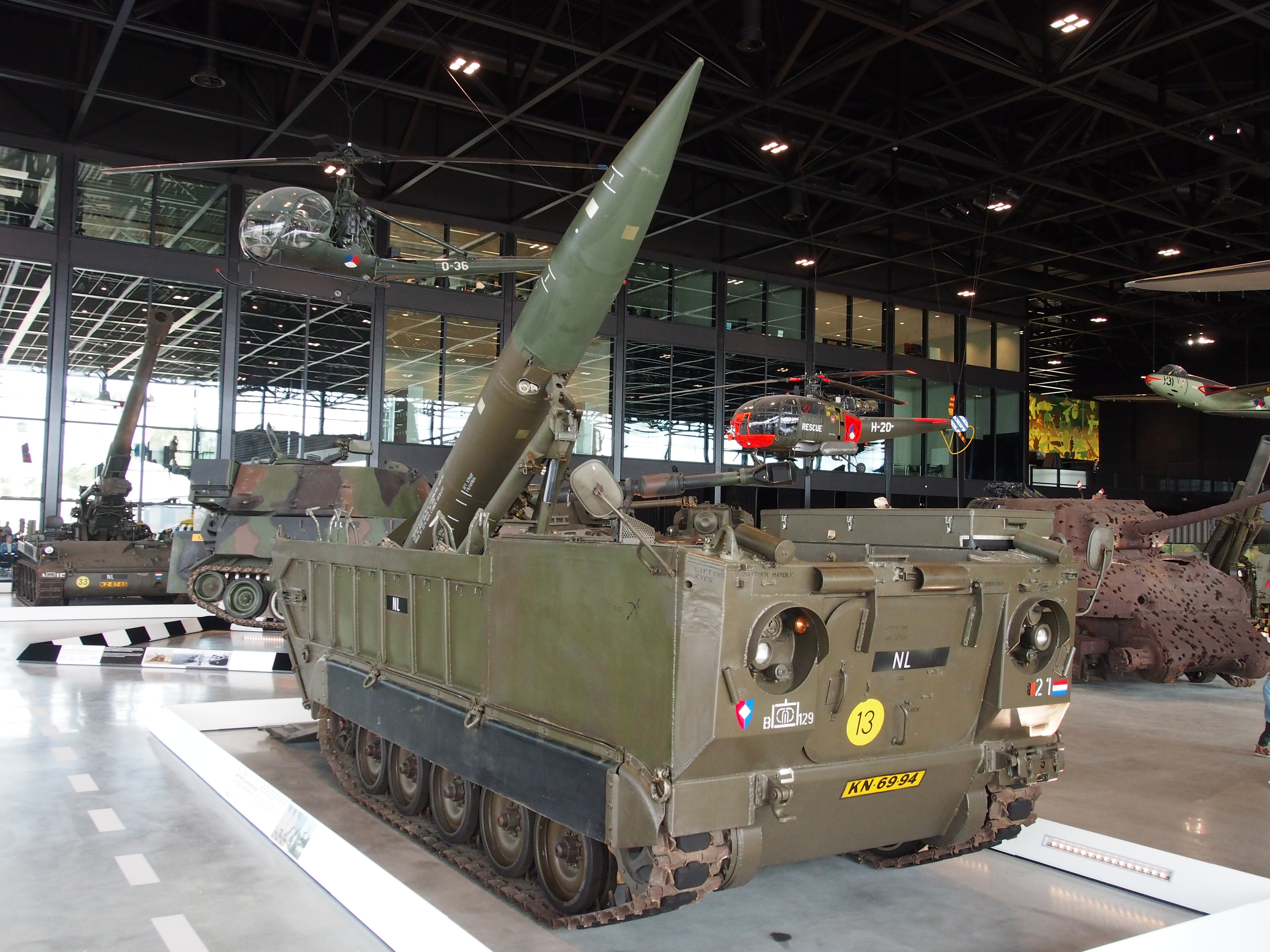
Lance-Rakete mit Werfersystem-Fahrzeug in einem Militärmuseum
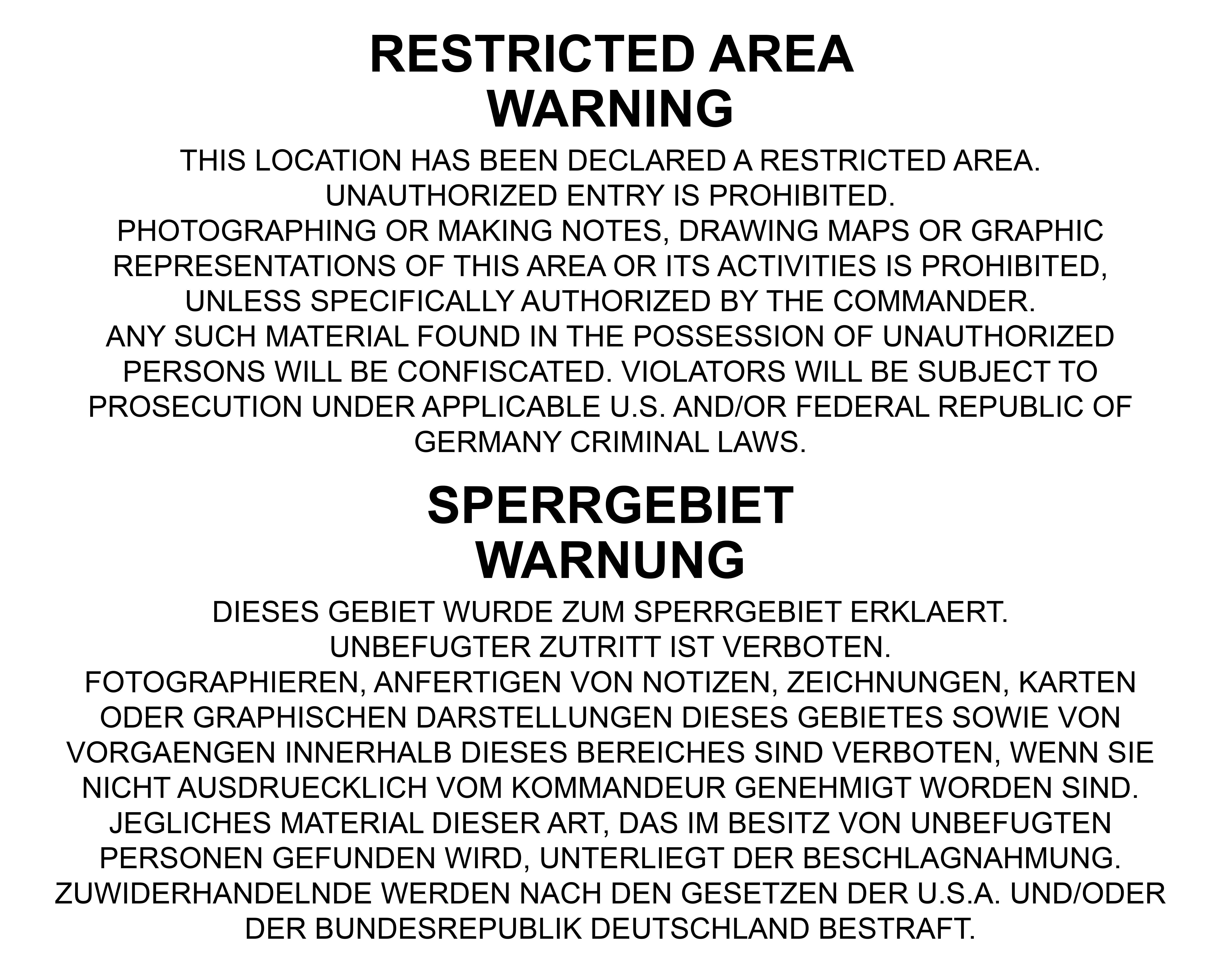
Warnschilder in der Umgebung des Lagers (nicht mehr vorhanden)
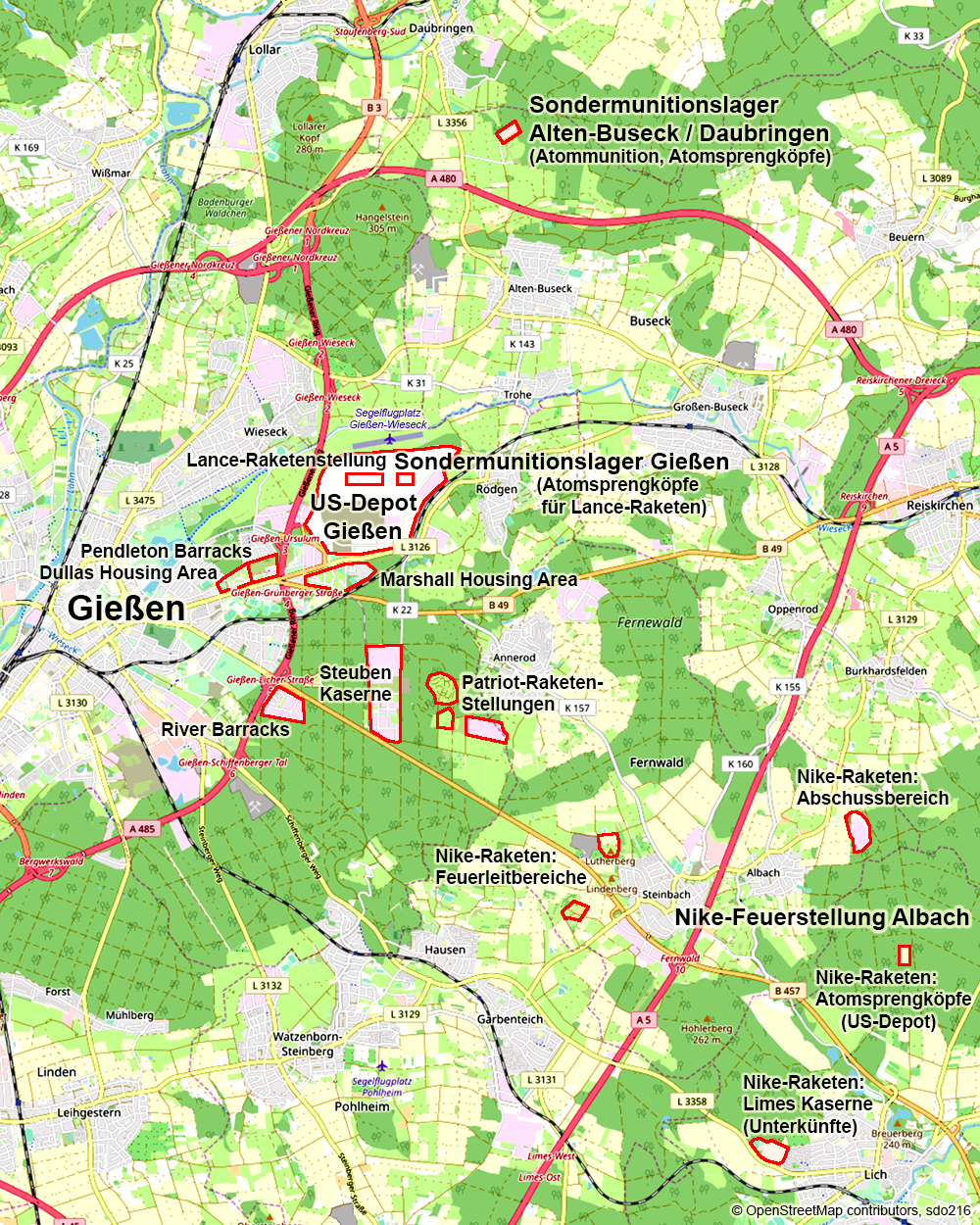
Ehemalige Einrichtungen der US Army und der Bundeswehr bei Gießen

Dort wo bereits der hohe Außenzaun des US-Depots verhinderte, dass man nahe an das Lager herankam, hingen in regelmäßigen Abständen große Schilder, die Neugierige vor dem Betreten des so deklarierten Sperrgebiets warnten (siehe Warnschild in der Galerie oben). Außerdem war Fotografieren und das Anfertigen von Zeichnungen oder Skizzen der Anlage verboten. Das Wachpersonal hatte strikten Befehl, bei unautorisierten Annäherungen von der Schusswaffe Gebrauch zu machen, im inneren Bereich sogar ohne Vorwarnung.

## Atomwaffen
Von den beiden Bunkern im inneren Bereich war der etwas größere zweifach und der etwas kleinere sogar dreifach gesichert: ein äußeres Drahtgeflecht vor der Bunkertür sollte panzerbrechenden Waffen ihre Durchschlagskraft nehmen. Dahinter befanden sich ein bzw. zwei massive Stahltüren, bis das Innere des jeweiligen Bunkers erreicht war. Dort lagerten in unbekannter Zahl die W70-Atomsprengköpfe für das Lance-Raketensystem mit einer einstellbaren Sprengkraft von 1 – 100 kT TNT-Äquivalent. Zum Vergleich: die Hiroshima-Bombe hatte eine Sprengkraft von 12,5 kT.
1981 wurde mit der W70-3 ER (Enhanced Radiation) eine weiterentwickelte Variante dieses Sprengkopfes in Dienst gestellt, die damals unter dem Namen Neutronenbombe Schlagzeilen machte. Nukleare Gefechtsfeldwaffen sollten nun gezielter und mit geringerer Sprengkraft (1 kT) aber erhöhter Strahlung gegen anrückende Truppen eingesetzt werden können, ohne die umliegende Bevölkerung in Städten und Dörfern in Mitleidenschaft zu ziehen. So dachte man jedenfalls ein paar Jahre lang, bis dieser Waffentyp 1991 bereits wieder ausgemustert wurde. Da die W70-3 ER in einer Stückzahl von 380 ausschließlich für die Lance-Rakete produziert wurde und auch das Einsatzprofil vor Ort genau passte, ist es sehr wahrscheinlich, dass in den 1980er Jahren in dem ausschließlich US-geführten Lager in Gießen Exemplare dieses Typs heimlich deponiert waren, was Zeitzeugen inzwischen bestätigt haben. Es ist davon auszugehen, dass dann in allen sechs von der US Army betriebenen Lagern in Deutschland (siehe weiter unten) dieser Kernwaffentyp stationiert war.
- Fotos eines W70 Atomsprengkopfes im National Museum of Nuclear Science & History, Albuquerque, New Mexico. Man beachte besonders den kleinen Schaltkasten im unteren Bereich, mit dem man die Detonationsstärke von 1 – 100 kT einstellen konnte, also von deutlich geringer als Hiroshima bis deutlich stärker als Hiroshima.

- B61 Freifall-Atombomben im Bunker eines Sondermunitionslagers in der Türkei. So ähnlich muss man sich auch die damalige Lagerung und Anzahl der W70-Atomsprengköpfe in den beiden Bunkern in Gießen vorstellen.

## Panoramaansicht

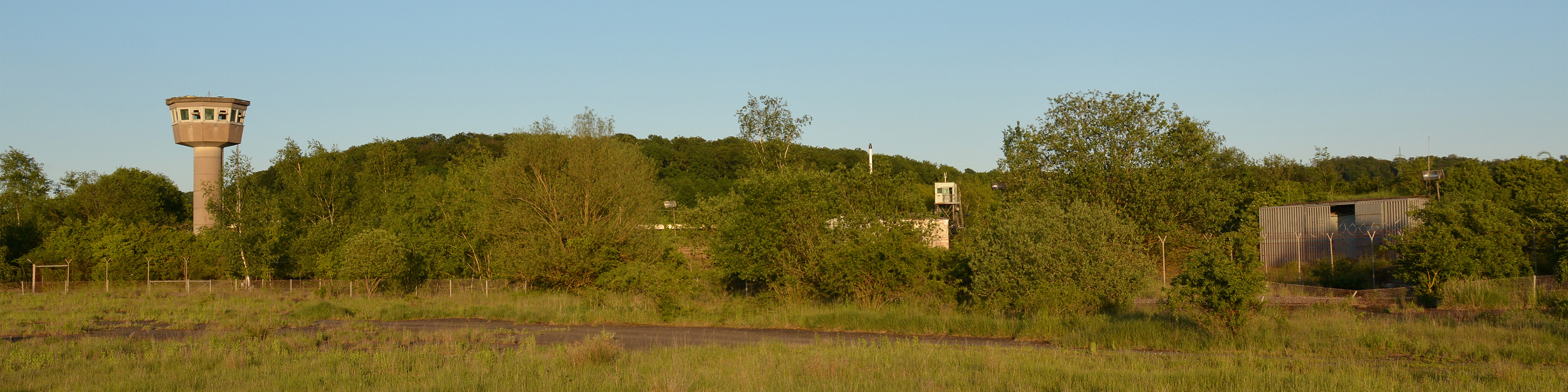
Panoramaansicht des Lagers von Nordwesten (2019), mit Betonturm (links), Stahlturm (Mitte rechts) und Atomwaffenbunker (rechts)

## Bataillone
Insgesamt gab es sechs US-Bataillone mit Lance-Raketen-Standorten in Deutschland und weitere vier sogenannte Raketenartilleriebataillone der Bundeswehr, die mit Lance-Raketen und Atomsprengköpfen im Rahmen der Nuklearen Teilhabe ausgerüstet waren:
 Vereinigte Staaten: US Army
- 1st Battalion, 333rd Field Artillery Regiment (1973–1988) Wiesbaden-Erbenheim (V. US Corps)
- 3rd Battalion, 79th Field Artillery Regiment (1974–1988) Gießen ( " )
- 1st Battalion, 32nd Field Artillery Regiment (1975–1991) Hanau-Erlensee ( " )
- 1st Battalion, 80th Field Artillery Regiment (1974–1987) Aschaffenburg-Schweinheim (VII. US Corps)
- 2nd Battalion, 42nd Field Artillery Regiment (1974–1987) Crailsheim ( " )
- 2nd Battalion, 377th Field Artillery Regiment (1974–1987) Herzogenaurach ( " )

 Deutschland: Bundeswehr – den Artilleriekommandos der Korps unterstellt
- Raketenartilleriebataillon 150, Wesel – im Oktober 2002 aufgelöst
- Raketenartilleriebataillon 250, Großengstingen – im März 1993 aufgelöst
- Raketenartilleriebataillon 350, Montabaur – im März 1993 aufgelöst
- Raketenartilleriebataillon 650, Flensburg-Weiche – im September 1993 aufgelöst

Wenn man pro Bataillon mehrere Dutzend Atomsprengköpfe als Munition zugrunde legt – denn so viele passten problemlos samt Transportbehälter in die beiden Bunker bei Gießen, dann lag die Gesamtzahl der nuklearen Sprengköpfe aller zehn Bataillone bei mehreren hundert – allein für das Waffensystem Lance in Deutschland.

## Verbleib
Das Sondermunitionslager und die Lance-Raketenstellung wurden 1988 aufgegeben und liegen seitdem brach. Das umliegende US-Depot wurde 2007 größtenteils und 2017 endgültig geschlossen und das Gelände an die Stadt Gießen zurückgegeben. Das ehemalige Lager und die umgebenden Grünflächen mit insgesamt 75 Hektar sind nun im Besitz des Bundes und werden vom Geschäftsbereich Bundesforst der Bundesanstalt für Immobilienaufgaben betreut. Das weitgehend unbebaute Gelände ist für die Öffentlichkeit gesperrt und vollständig eingezäunt. Es wird der Natur überlassen; nur in den Sommermonaten sorgen Rinder und Schafe auf den Grünflächen für das Eindämmen der Vegetation.
Inzwischen wurde dieser Teil des früheren US-Depots – wie auch die ehemalige Patriot-Raketenstellung auf der benachbarten Hohen Warte – zum Nationalen Naturerbe ernannt. Denn dieser Teil des Depotgeländes beherbergt wichtige Brutgebiete für Neuntöter, Steinschmätzer, Schwarzkehlchen, Wiesenpieper und Rohrammer. Das nördliche Areal des früheren US-Depots kam für die Ernennung zum Naturerbe infrage, weil Bundesimmobilienanstalt und die Stadt Gießen entschieden hatten, diesen Bereich dem Flora-Fauna-Habitat (FFH-Gebiet) Wieseckaue zuzuschlagen.
Im Lauf des Jahres 2023 wurden alle noch vorhandenen Gebäude, die beiden kleineren Wachttürme aus Stahl, die vielen Scheinwerfer für die nächtliche Beleuchtung und alle Zäune und Tore samt Stacheldraht abgerissen und entfernt. Stehen geblieben sind nur der große Betonturm und die beiden Bunker für Atomwaffen, deren Eingänge aber verschlossen wurden. Diese drei Relikte sind vom Landesamt für Denkmalpflege Hessen unter Denkmalschutz gestellt worden. Das Gelände ist nach wie vor komplett eingezäunt und kann nicht betreten werden. Auf dem Satellitenbild von 2024 sind aber auch noch alle Betongrundflächen zu erkennen.

## Fotos, Mai – Juli 2019

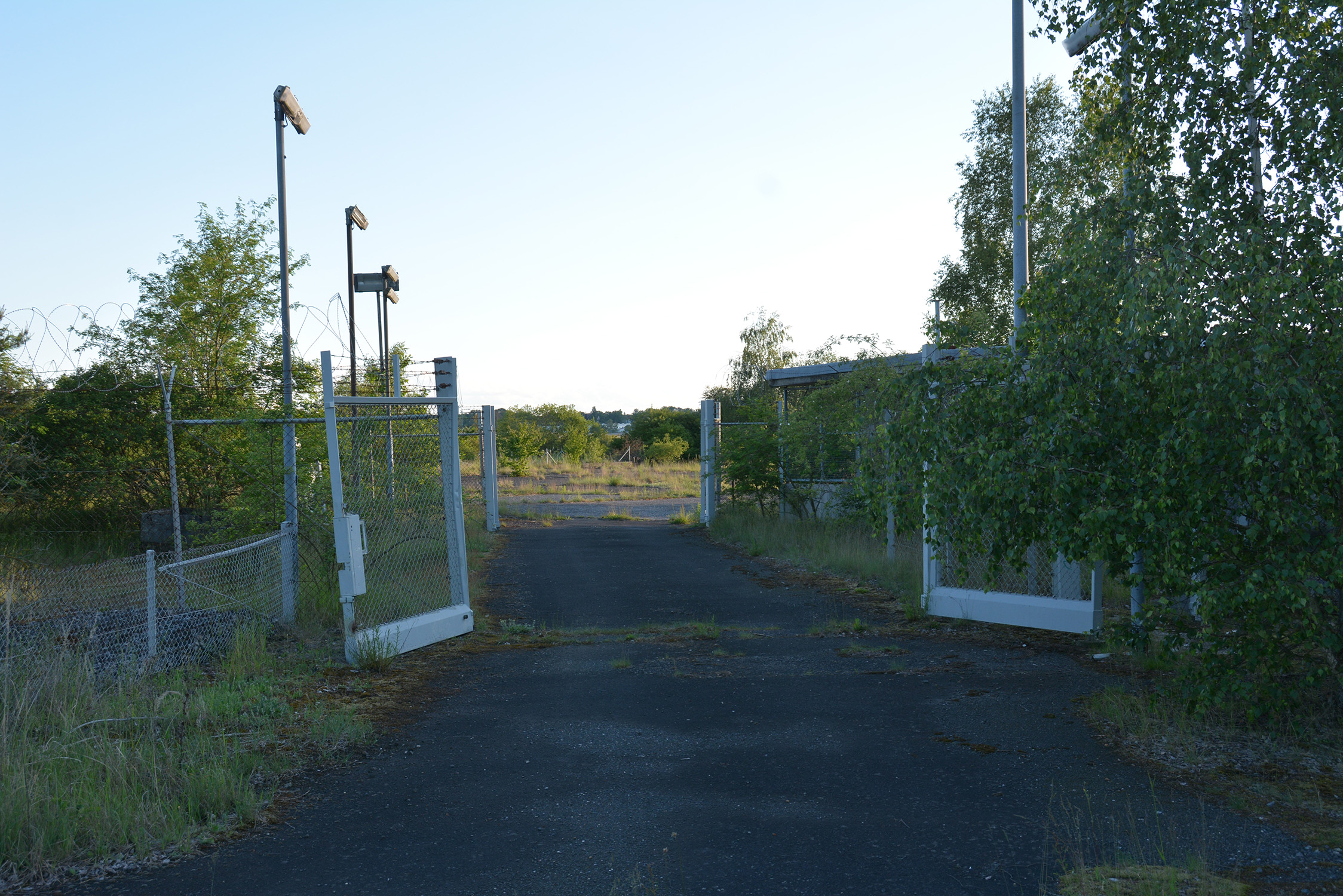
Eingangstore mit dem „begrünten“ Wach- bzw. Hauptgebäude rechts
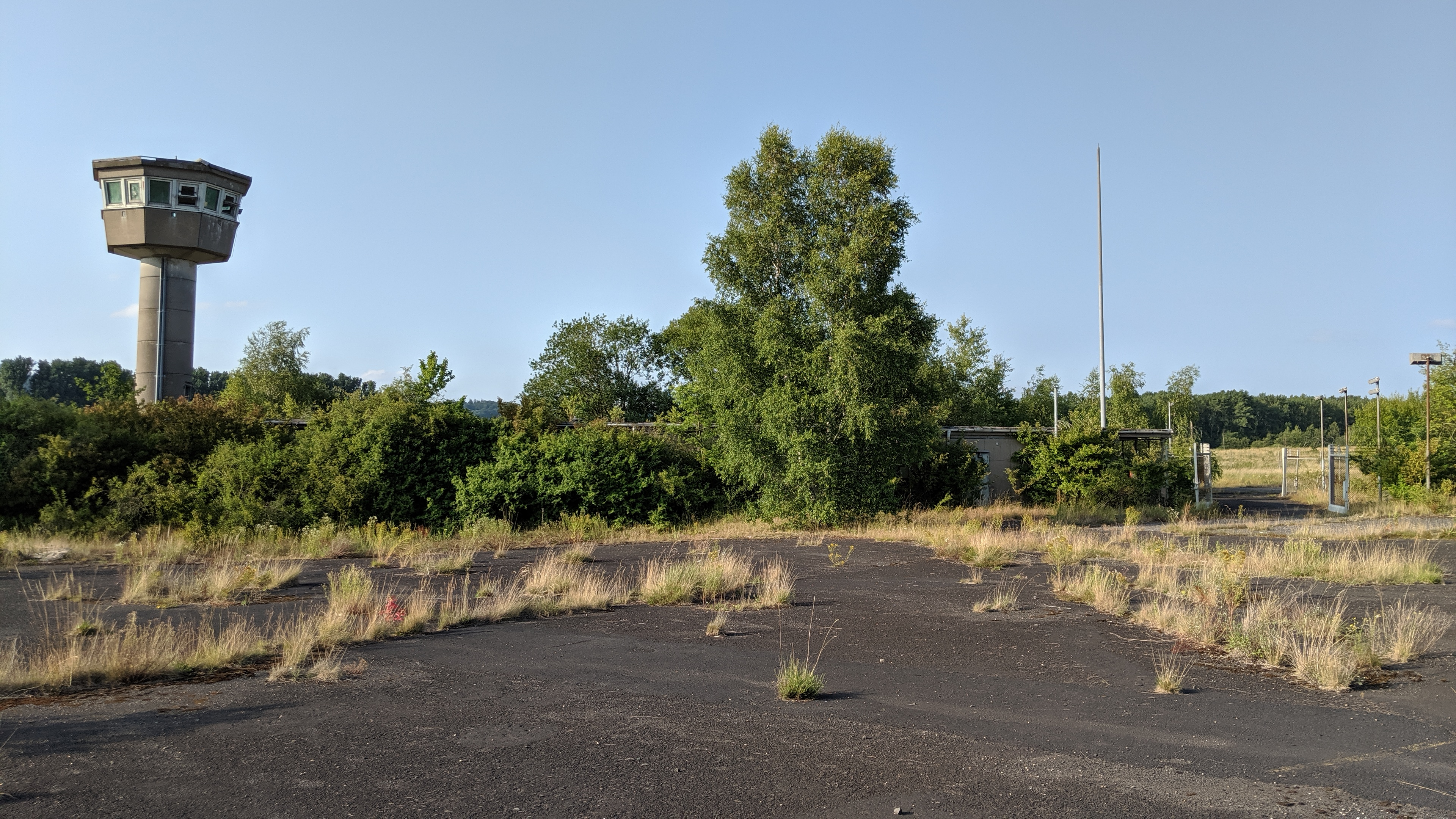
Das langgestreckte Hauptgebäude ist bereits komplett zugewachsen
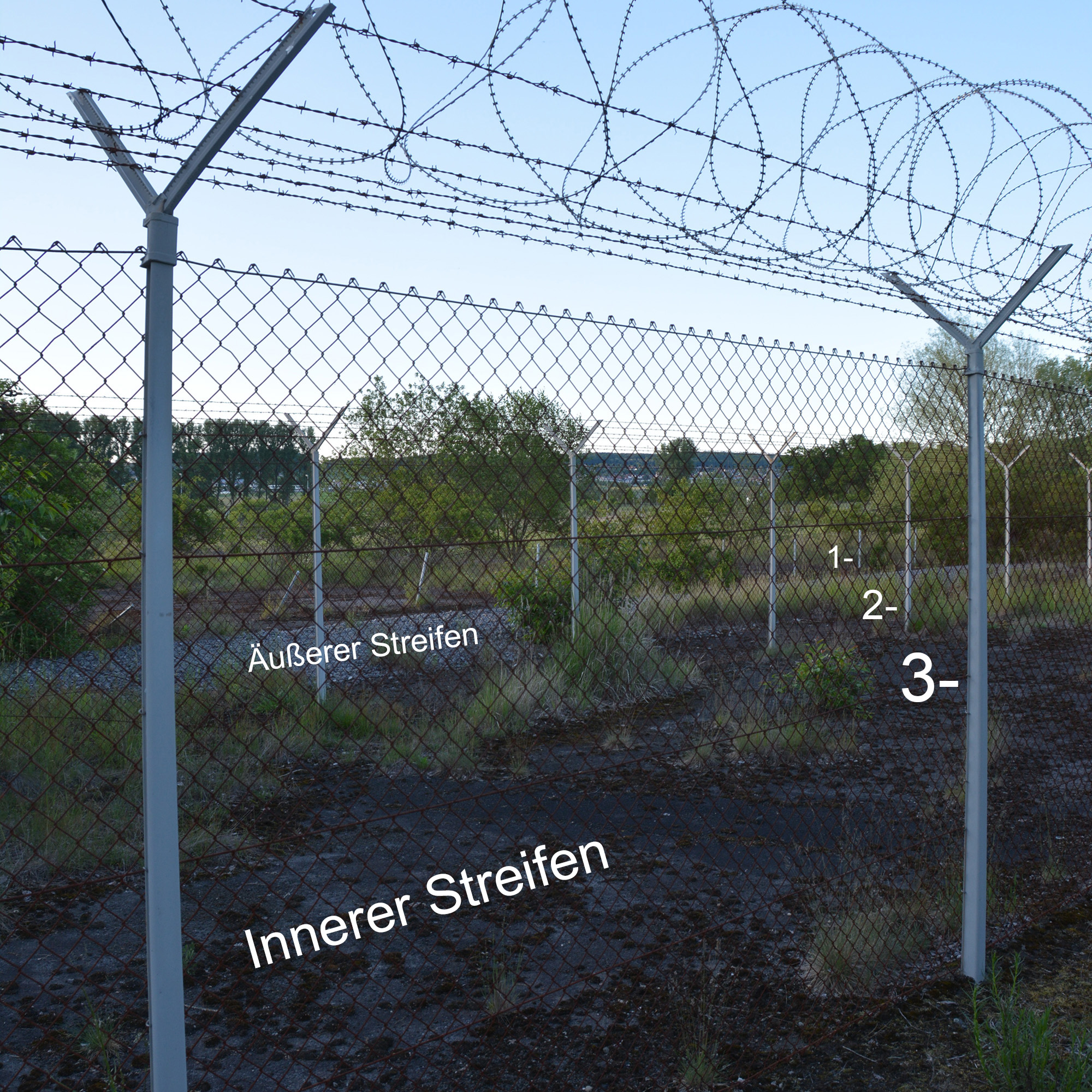
Die Dreifachumzäunung mit einem äußeren und einem inneren Streifen
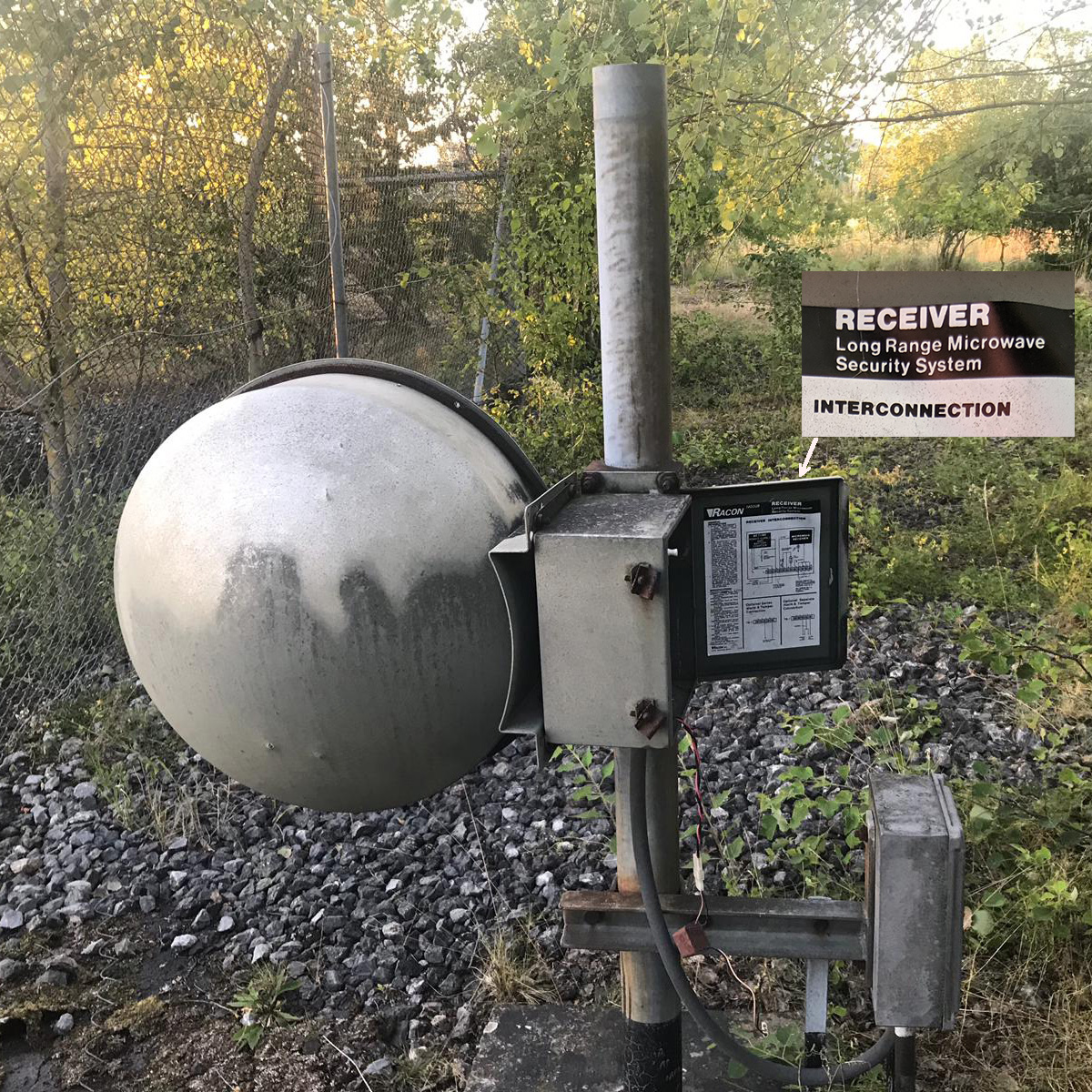
Einer von mehreren weitreichenden Mikrowellen-Sensoren
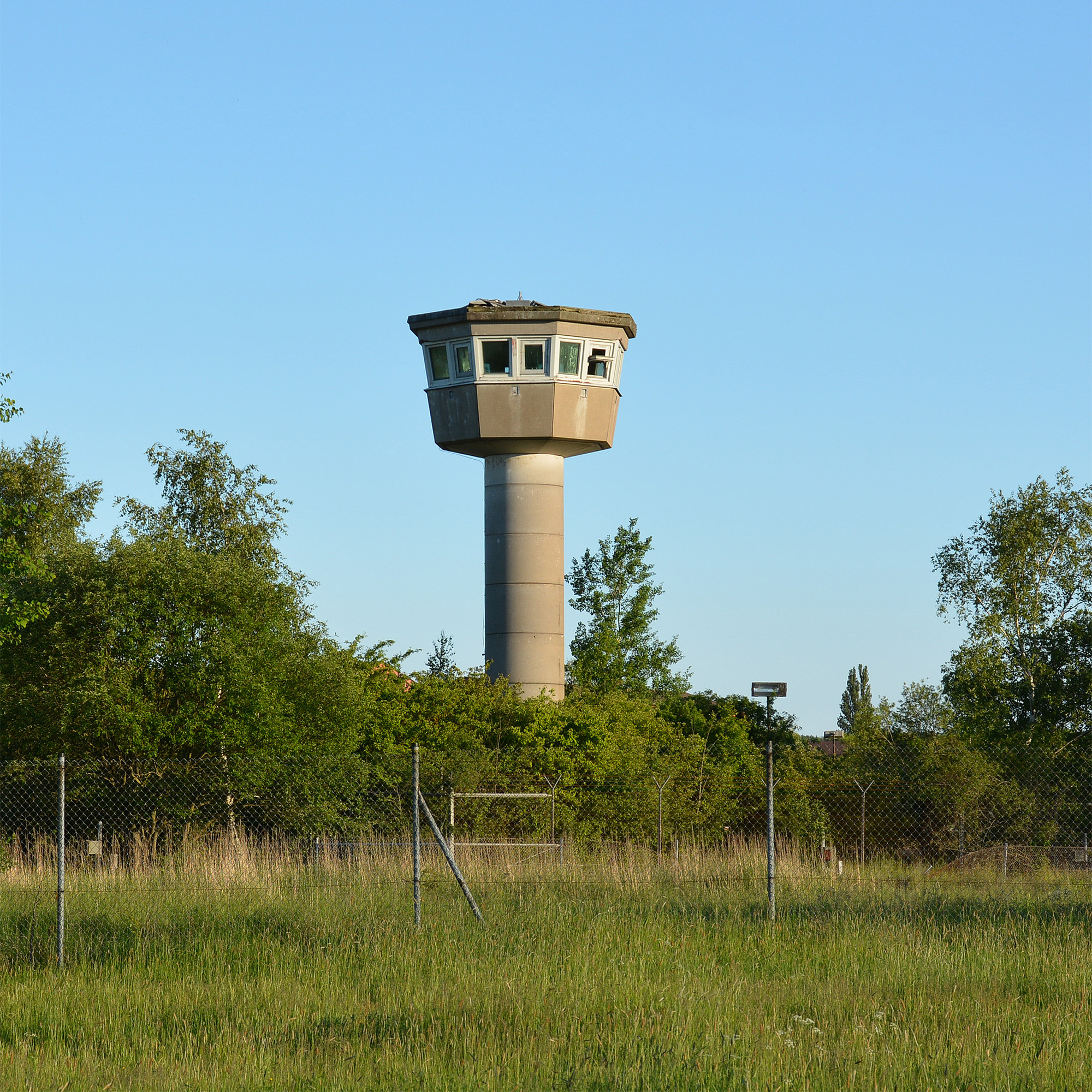
Markanter Wachturm in Stahlbeton-Bauweise mit Schießöffnungen
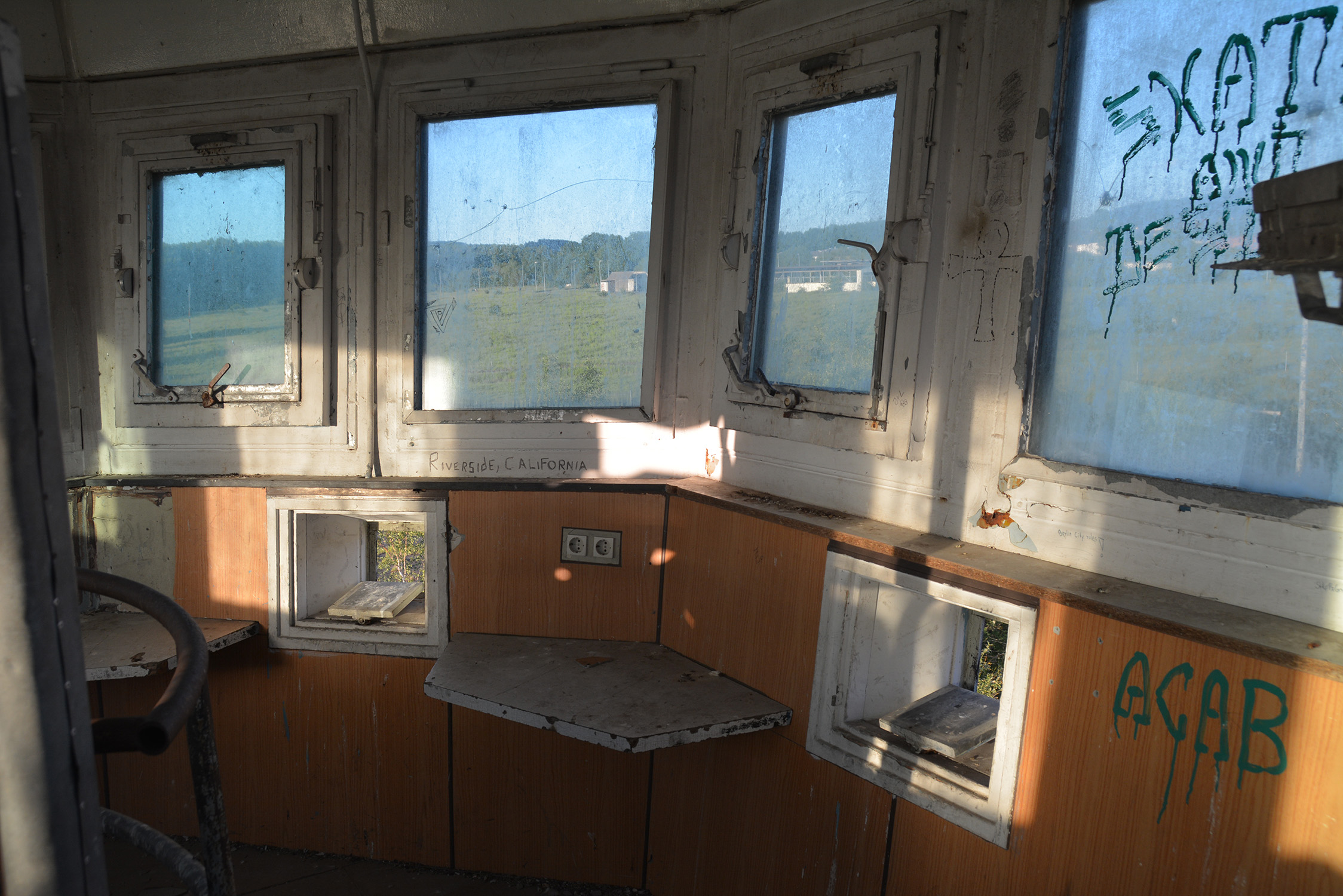
Innen im Betonturm: Schießscharten und kugelsichere Scheiben
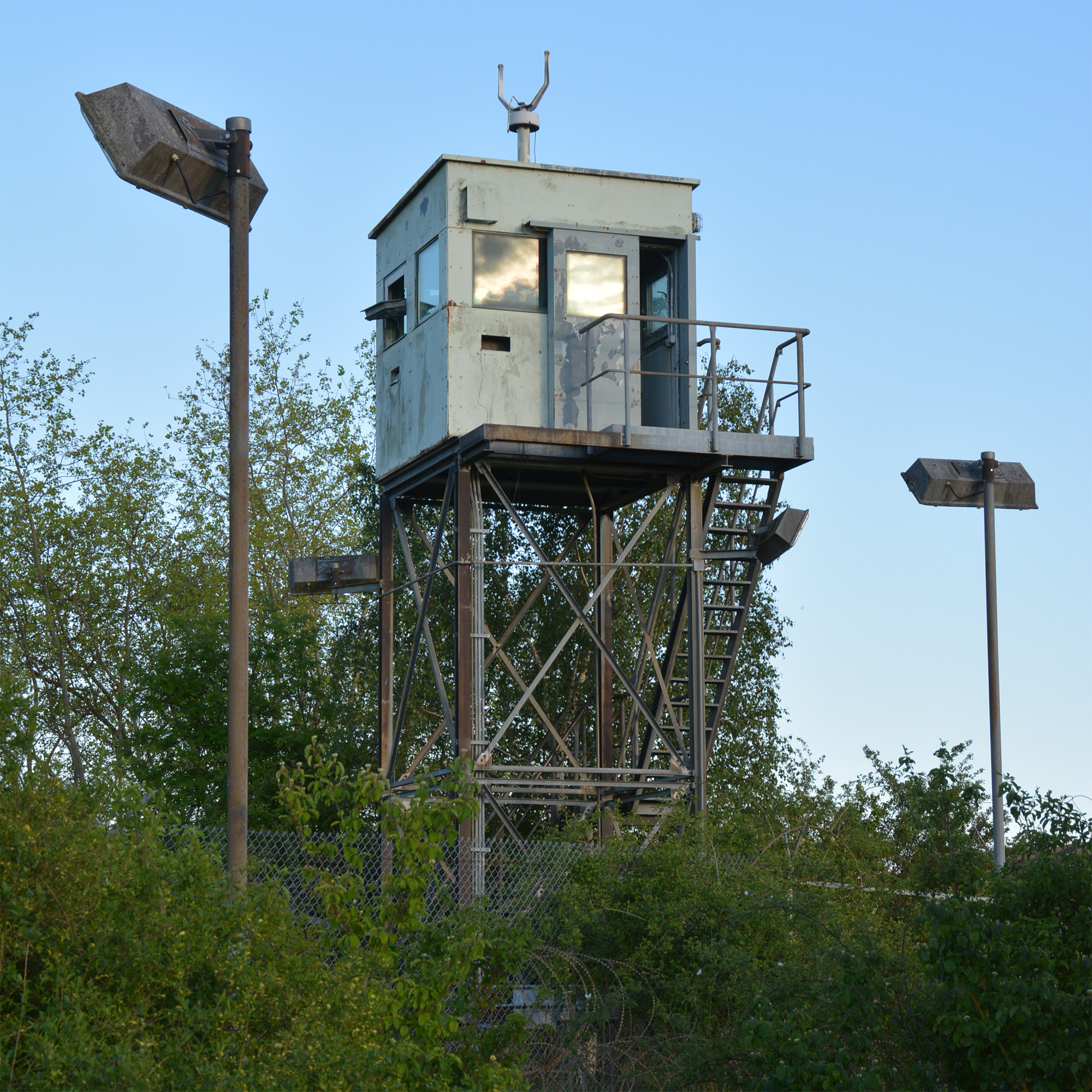
Der vordere Wachtturm aus Stahl, umgeben von starken Scheinwerfern
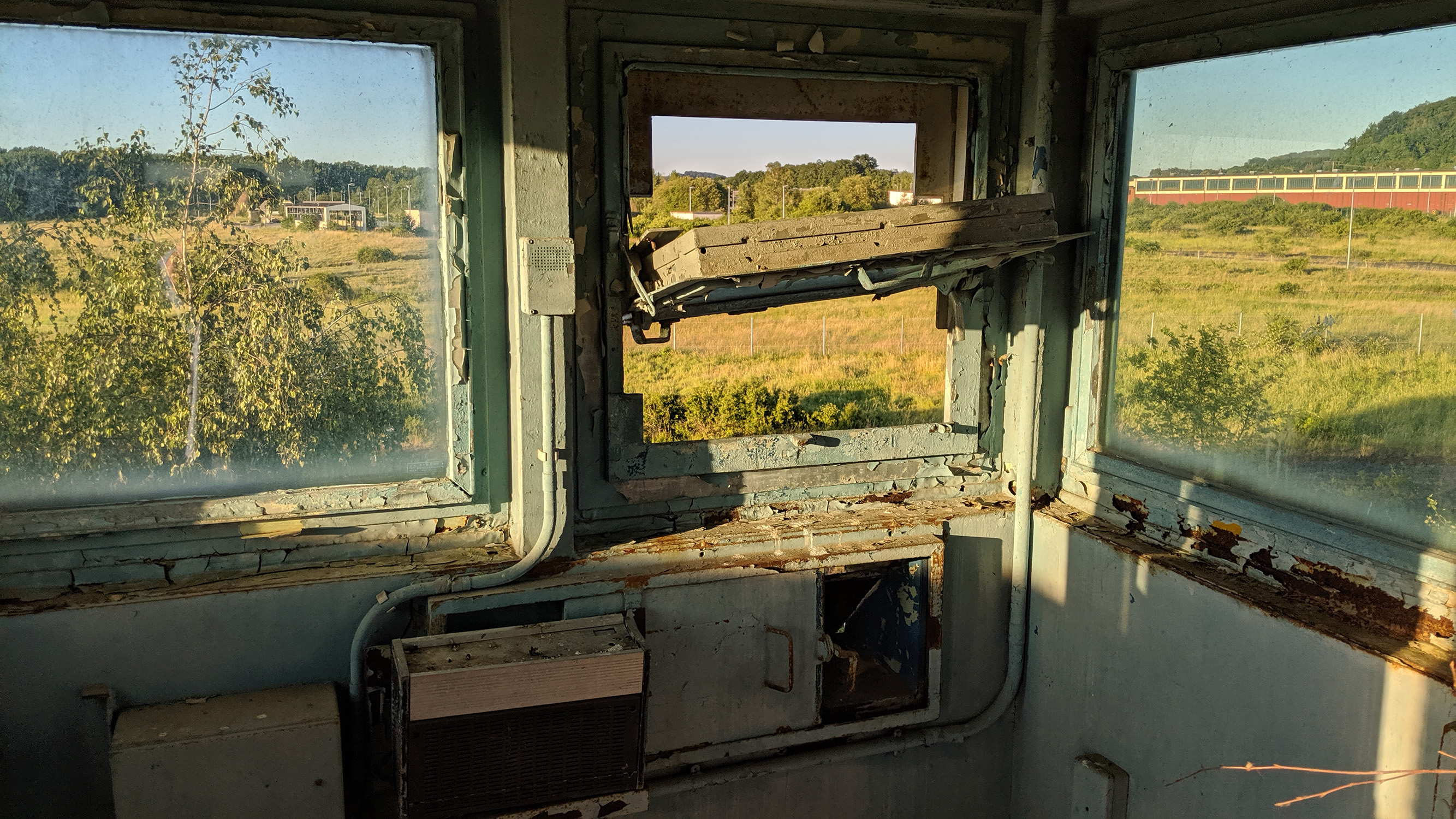
Innen im Stahlturm: Schießscharten und kugelsichere Scheiben
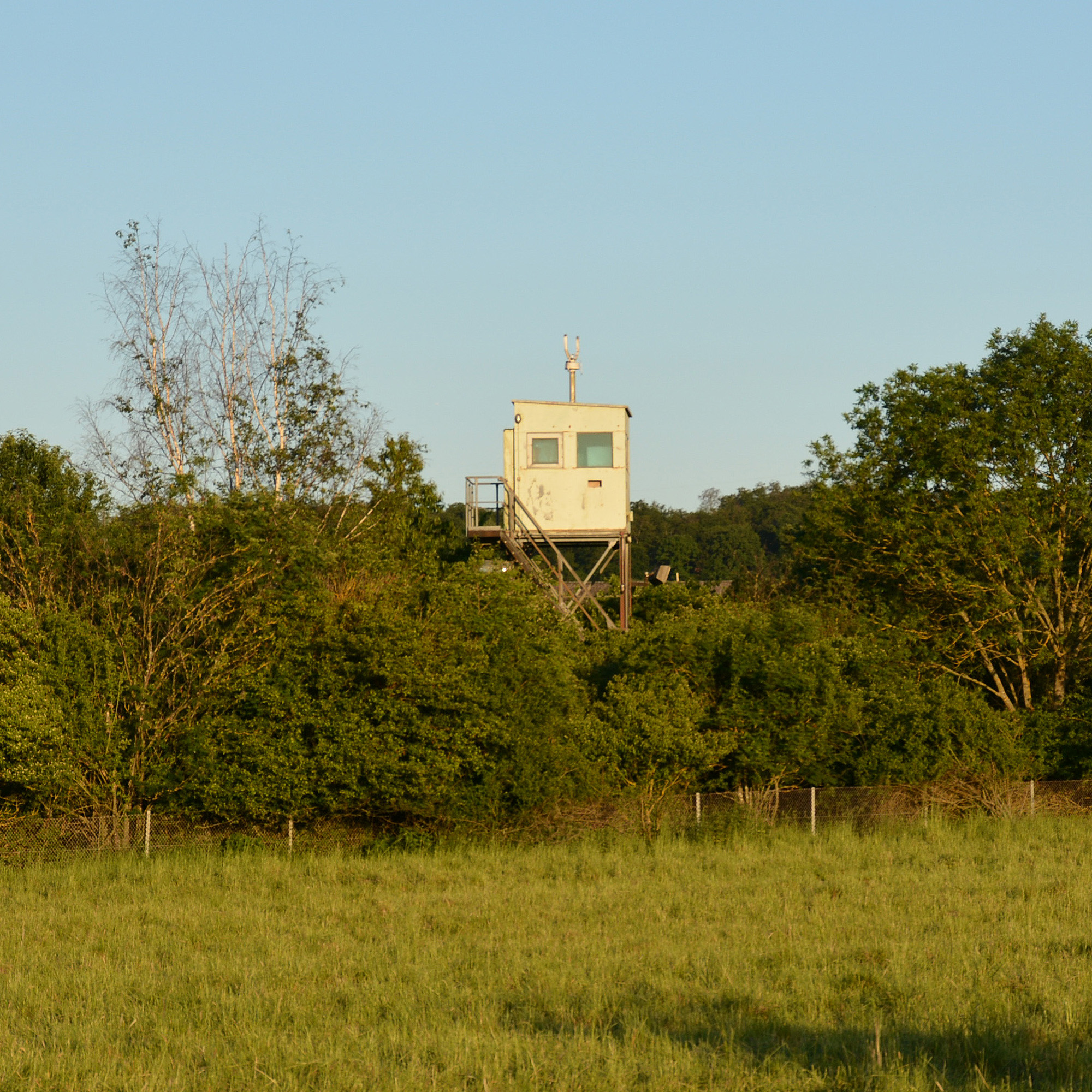
Der hintere Wachtturm aus Stahl wird bereits von Bäumen überragt
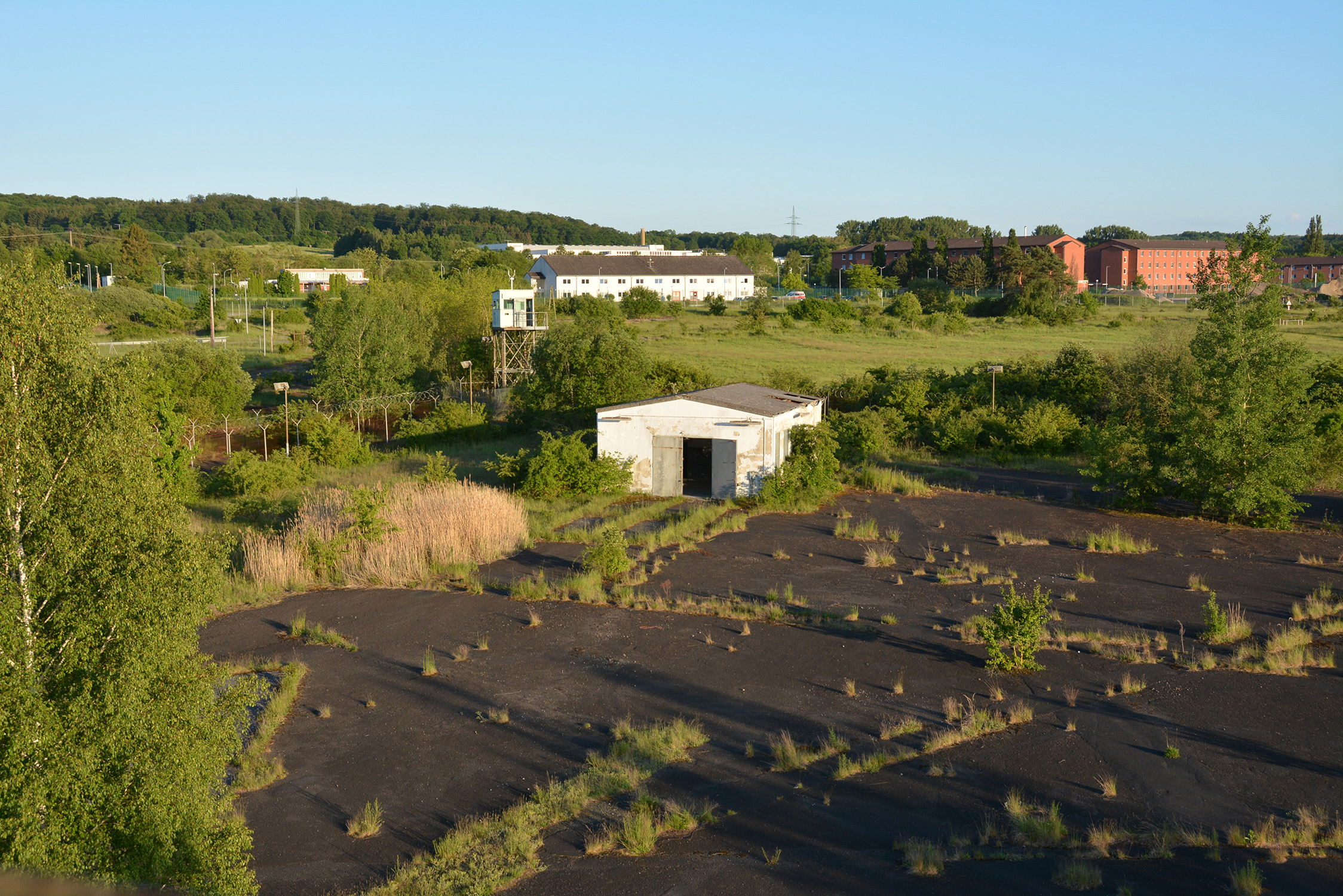
Der Hubschrauber-Landeplatz im inneren Bereich des Lagers
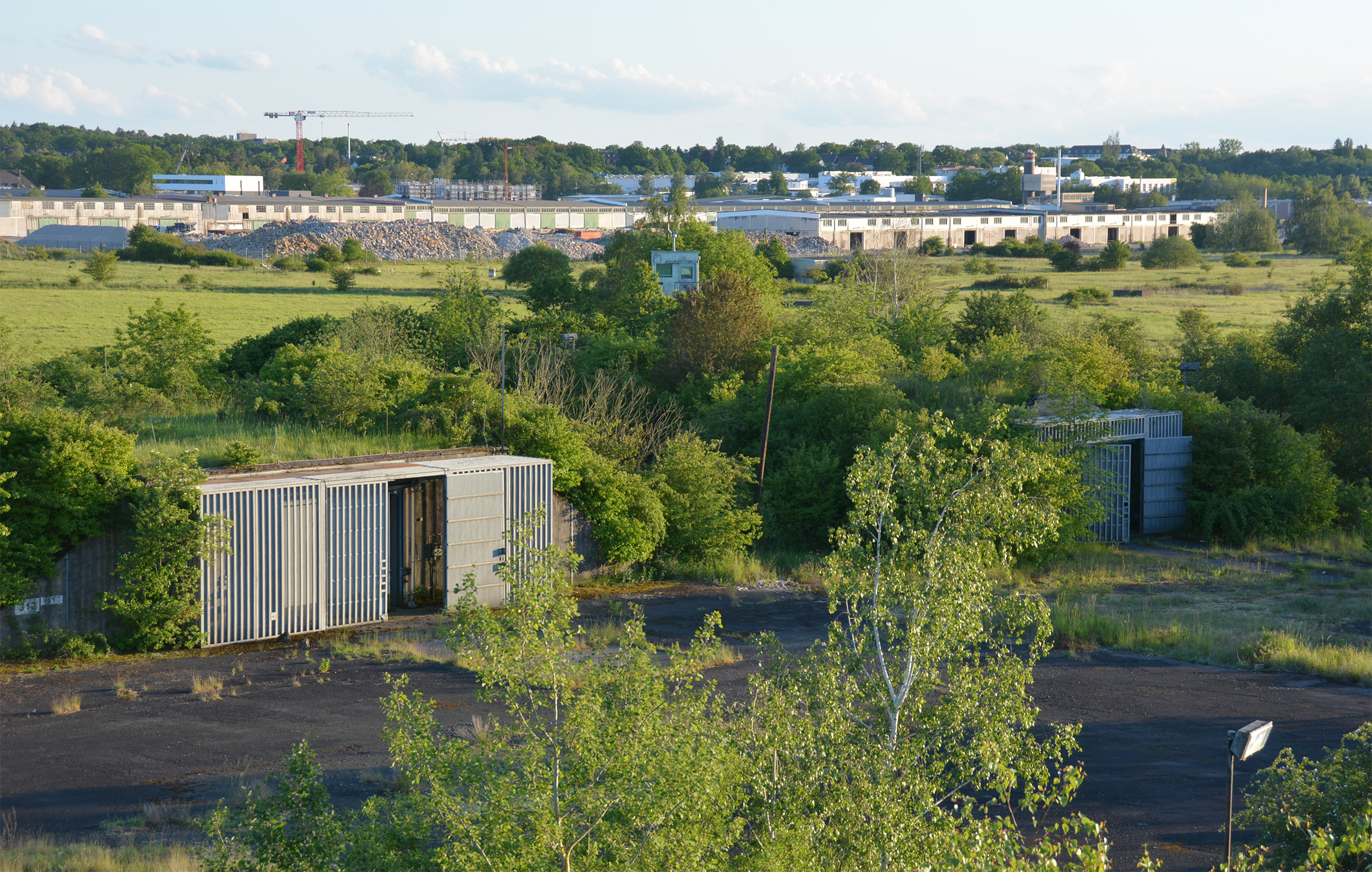
Die offenstehenden Bunker für die nuklearen Gefechtsfeldwaffen
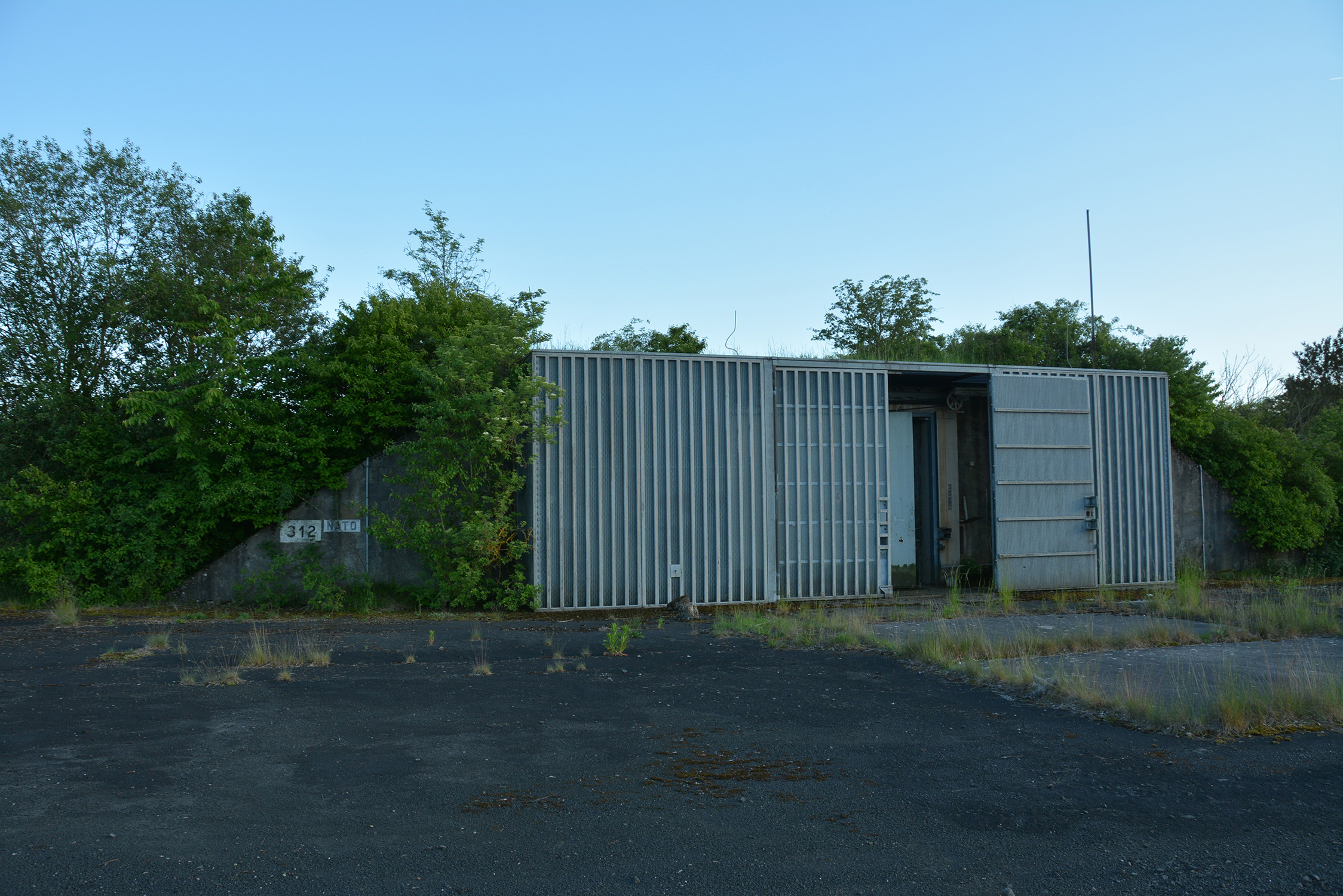
Der erste und größere der beiden Bunker mit Zweifachsicherung
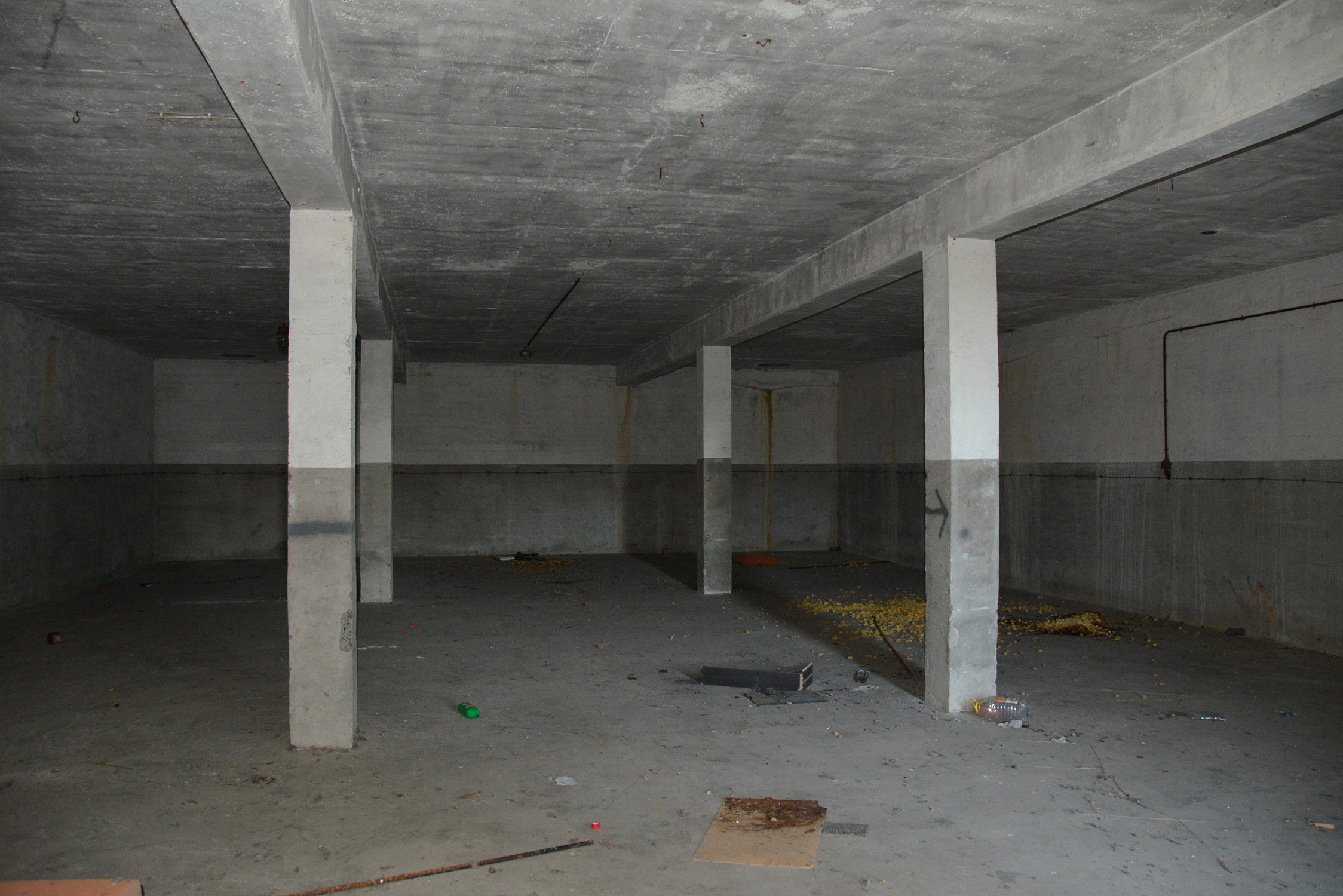
Das leere Innere des ersten Bunkers, in dem Atomwaffen lagerten
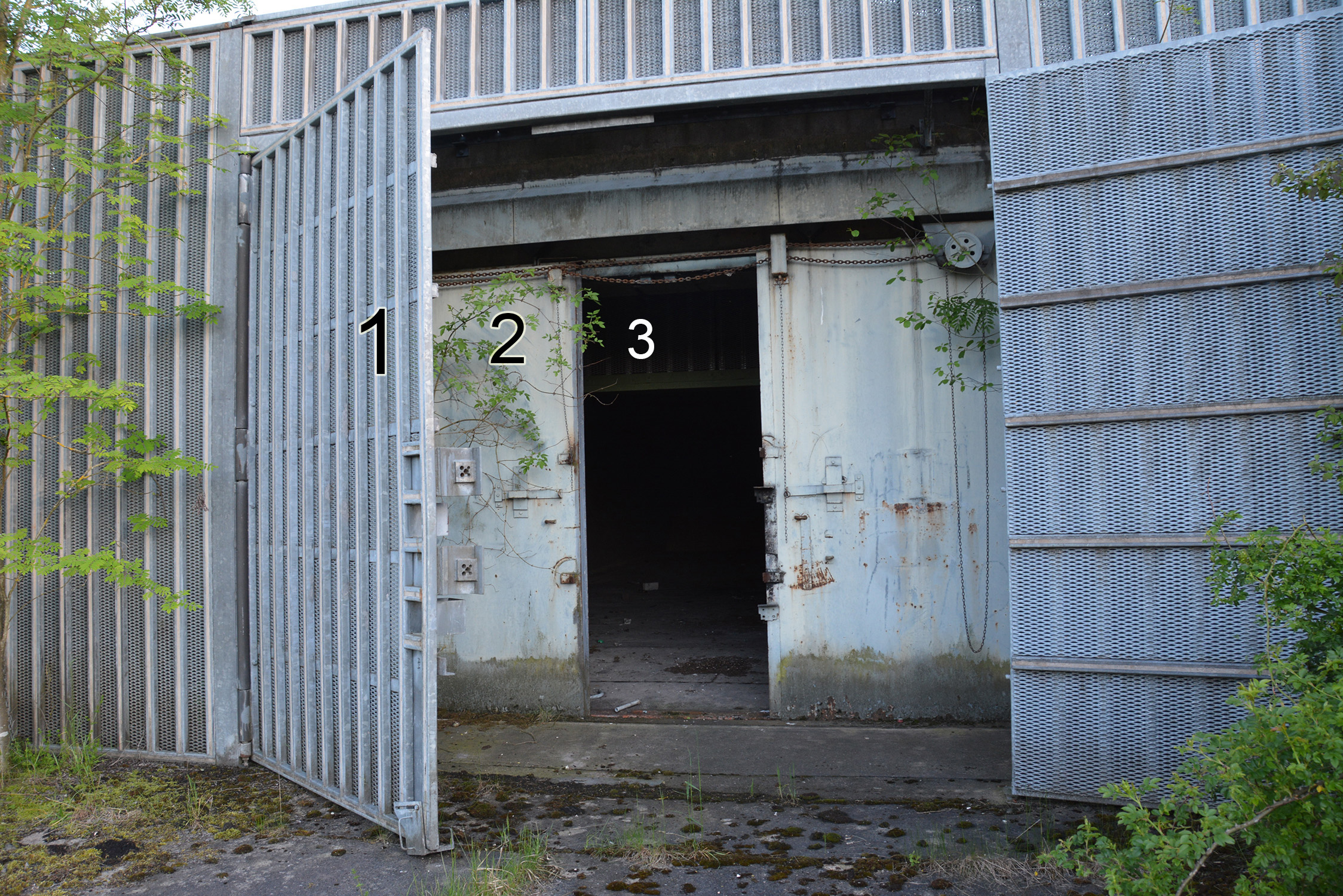
Die Dreifachsicherung des zweiten Bunkers ist hier klar zu erkennen
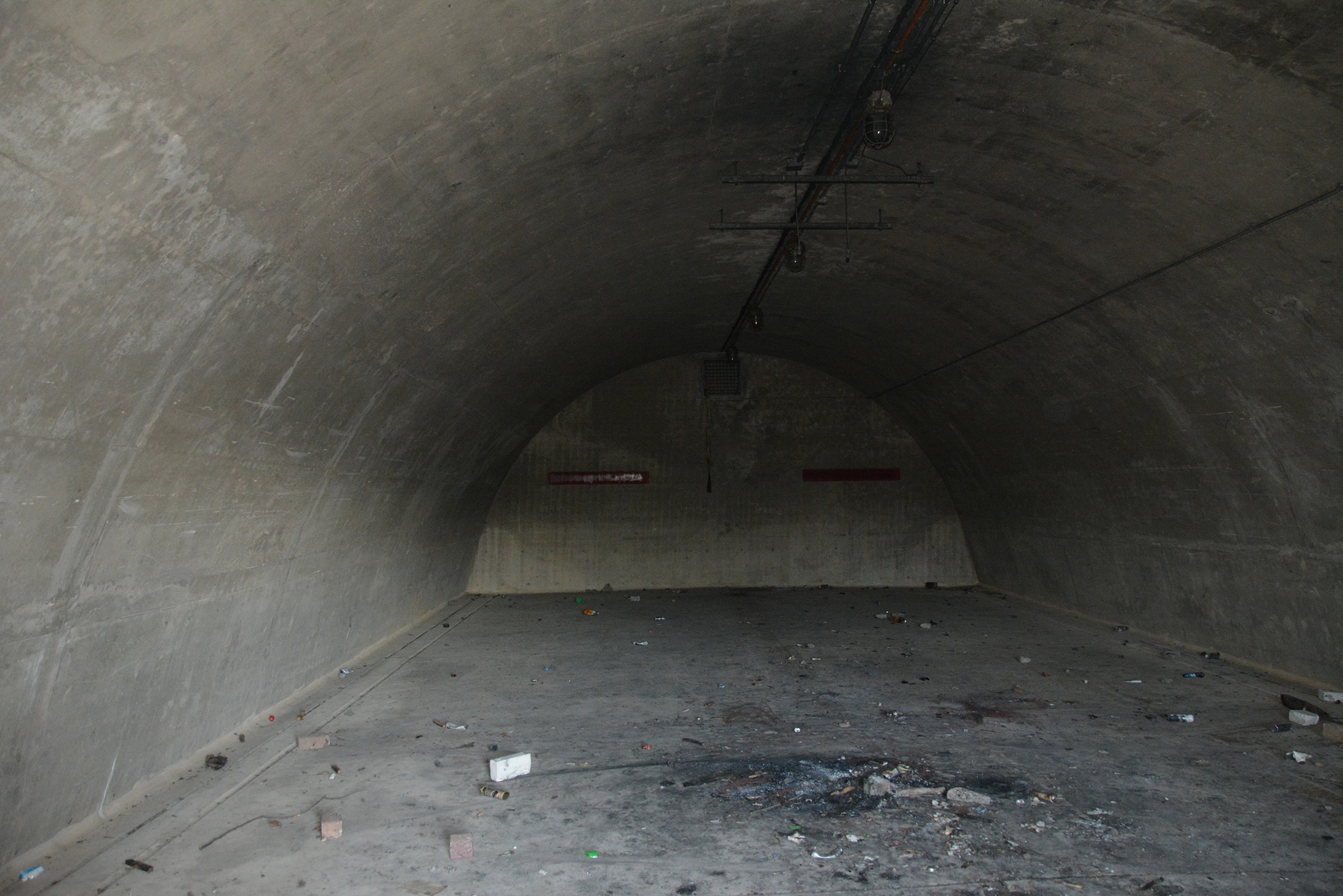
Das leere Innere des zweiten Bunkers, in dem Atomwaffen lagerten
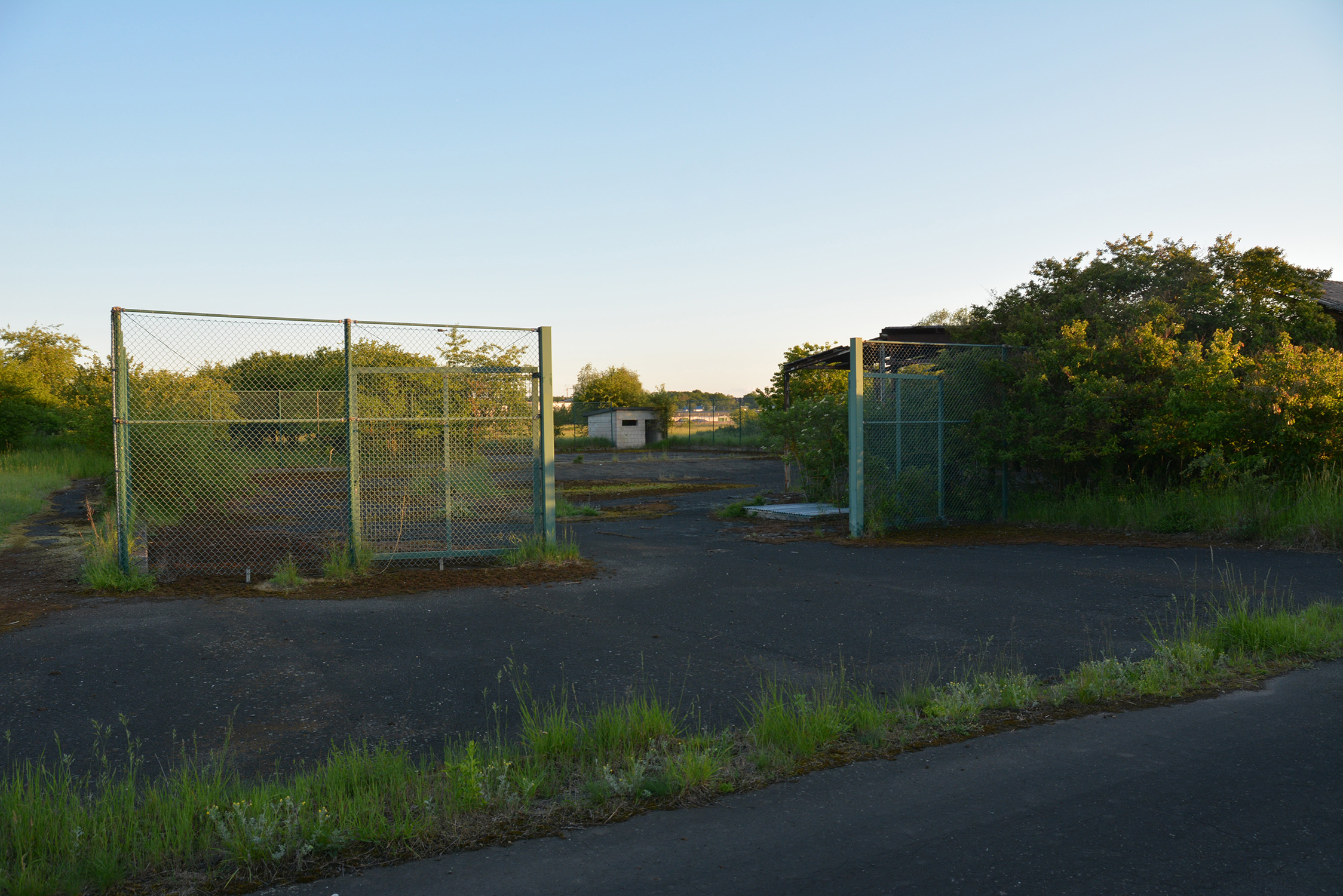
Servicebereich und Lagerstätte der Lance-Kurzstreckenraketen
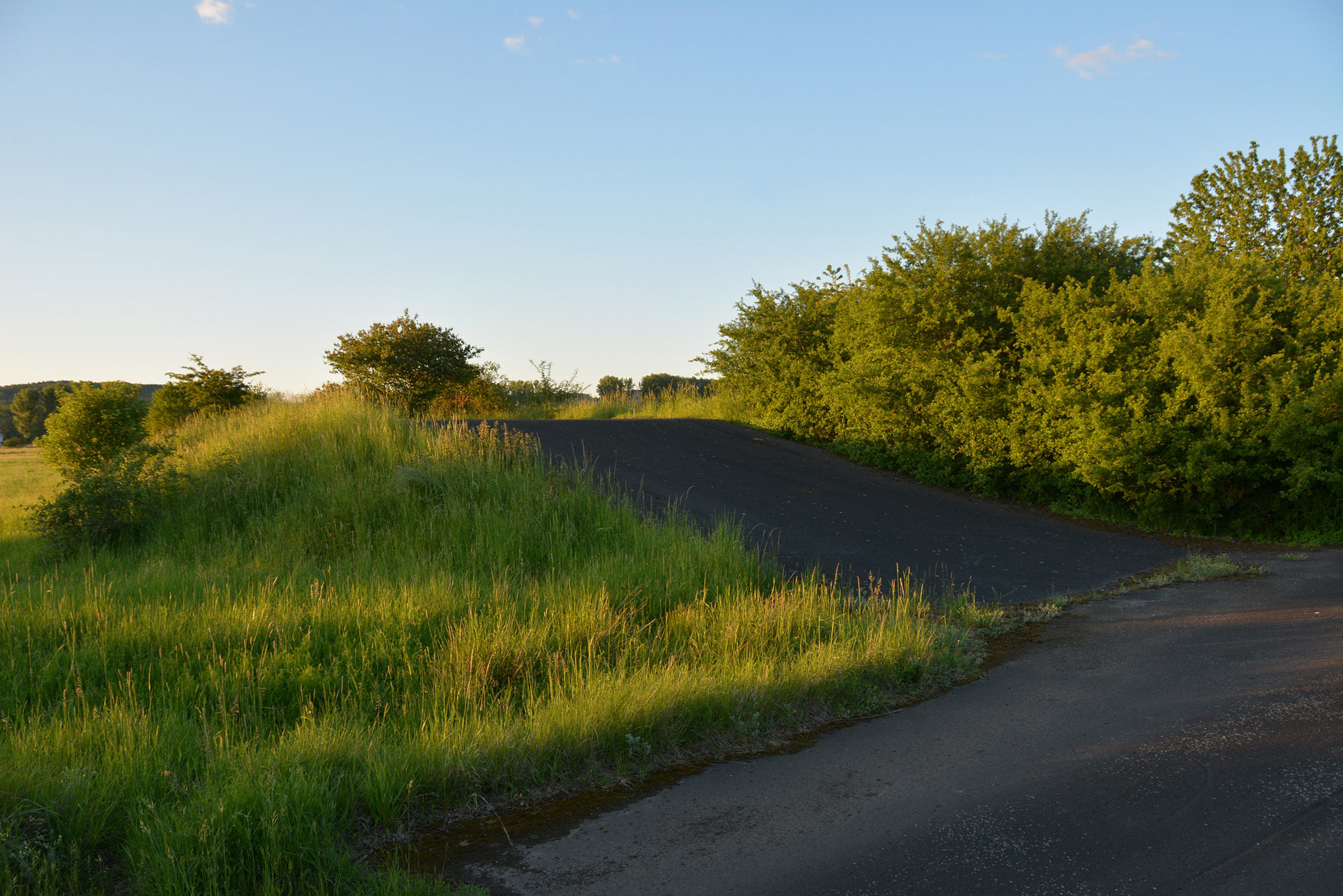
Eine von sieben Rampen zum Starten der Lance-Raketen